# رباط شرياني
الرباط الشرياني (باللاتينية: Ligamentum arteriosum) هو رباط صغير يعلق على السطح العلوي من الجذع الرئوي والسطح السفلي للقوس الأبهر. وهو بقايا غير وظيفية من القناة الشريانية ، ويتشكل في غضون ثلاثة أسابيع من الولادة.
الرباط الشرياني يرتبط ارتباطا وثيقا بالعصب الحنجري الراجع الأيسر وهو فرع من العصب المبهم الأيسر
بعد انفصاله عن العصب المبهم الأيسر، حلقات الحنجرة المتكررة اليسرى حول قوس الأبهر الخلفي إلى الرباط الشرياني، وبعد ذلك يصعد إلى الحنجرة.
هذا الرباط أيضا يلعب دورا في الصدمة كبرى، انه يعمل على إصلاح الشريان الأبهر في مكانه أثناء نكص التباطؤ السريع، وبالتالي يحتمل أن يؤدي إلى تمزق الشريان الأبهر.